# Contea di Madison (Indiana)
La contea di Madison (in inglese Madison County) è una contea dello Stato dell'Indiana, negli Stati Uniti. La popolazione al censimento del 2000 era di 133 358 abitanti. Il capoluogo di contea è Anderson.
Comuni presenti
- Markleville